# Фабриций, Давид
Давид Фабрициус (Fabricius, 1564—1617) — пастор в Восточной Фрисландии, известный своими работами в астрономии. Вариант написания имени — Давид Фабриций. Изучал астрономию у Лампадиуса в Брауншвейге. Состоял в переписке с Тихо Браге, Бюрги, Кеплером. По заявлению последнего, Фабрициус был лучшим (после Тихо Браге) наблюдателем своего времени. Заметил 3 августа 1596 г. уменьшение блеска звезды ο Кита (Mira Ceti) — это было первое открытие переменной звезды. Кроме длинного ряда наблюдений планет, известны его наблюдения кометы 1607 г., новой звезды в созвездии Змееносца и т. д. Фабрициус был убит из мести крестьянином, которого он с кафедры изобличил в краже.
Сын Давида, Йоханнес, также был астрономом.

## Память
В 1935 г. Международный астрономический союз присвоил имя Давида Фабриция кратеру на видимой стороне Луны.

## Картография
- карта Восточной Фрисландии (1589, пересмотрена в 1610, затем в 1617)
- карта графства Ольденбург (Амстердам, 1592)
- план города Эмден (1619)